# Iglesia de San José (Lahore)
La Iglesia de San José es una iglesia católica, la más antigua de la Arquidiócesis de Lahore, en Pakistán. Fue bendecida el 31 de octubre de 1853. San José fue construida originalmente para servir a los católicos en el ejército británico.
Los párrocos fueron los Padres Nasir Gulfam & Frans Labeeuw en 2003. La parroquia se compone de 5.000 familias que representan aproximadamente 25.000 cristianos.
La parroquia tiene una iglesia en Batapur que fue reconstruida con la ayuda de un benefactor local.